# Bódis János (labdarúgó)
Bódis János (Körmend, 1887. május 28. – Csepel, 1943. június 25.) magyar labdarúgó, acélgyári tisztviselő.

## Életútja
Bódis György kocsis és Takács Anna fiaként született. 1921. február 14-én Dévaványán házasságot kötött a nála nyolc évvel fiatalabb Brauner Margittal. Az 1940-es években haláláig a WMFC szaktanácsadója, intézője volt. Halálát vérmérgezés, arctályog okozta.

## Sikerei, díjai
- Ferencvárosi TC:
  - Magyar labdarúgó-bajnokság ezüstérmes: 1917–18, 1918–19
  - Magyar labdarúgó-bajnokság bronzérmes: 1919–20